# 二十面相の娘
『二十面相の娘』（にじゅうめんそうのむすめ）は、小原愼司の漫画作品、それを元にしたテレビアニメ。『コミックフラッパー』2003年5月号から2007年2月号まで連載されていた。

## 概要
連載開始前に同誌の2002年10月号に若干設定が異なる同名の読みきり漫画が掲載されている。全8巻。番外編として、主人公が二十面相一味に加わっていた時代を描いた『二十面相の娘　うつしよの夜』（『コミックフラッパー』2007年11月号から2008年10月号まで連載）・本編の後日談を描いた『二十面相の娘　少女探偵団』（『コミックフラッパー』2008年12月号から2009年6月号まで連載）がある。また、『コミックアライブ』2008年8月号に主人公と少女探偵団の活躍を描いた読みきり漫画が掲載されている。江戸川乱歩の「怪人二十面相」や「少年探偵団」から着想を得ており、乱歩の孫に許可を得ている。

## あらすじ
日本が大戦の惨禍からようやく復興し、繁栄を謳歌しはじめていたころ、富豪の令嬢・美甘千津子（チコ）は幼いながら生きることに疲れ、新しい世界を夢見ながら生活していた。チコの両親は既に他界し、彼女は叔父夫婦と共に生活していたが、財産の独り占めを狙う叔父夫婦は日々の食事に毒物を混入し、チコを毒殺しようと企んでいたのだ。聡明なチコはそのことに気がつき、叔父夫婦が勧める食事を口にしないようにしていたが、体は衰弱するばかりであった。そんなチコを見かねたのが、巷を騒がす怪盗・二十面相だった。二十面相は美甘家の紅玉を盗み出すために美甘家に潜入していたが、「一番の財産は千津子くんだ」と紅玉とともにチコを盗み出したのだった。
二十面相にさらわれたチコは二十面相率いる盗賊団の一員として生活するようになる。実の妹のようにチコをかわいがるケンなど優しい仲間に囲まれながら、チコは外国語や護身術などを習いつつ、盗賊の仕事にも参加し、楽しい時間を過ごした。
しかし、楽しい日々は長くは続かなかった。ある日、二十面相やチコが乗っていた列車が虎と名乗る盗賊の一味に襲撃され、二十面相は行方不明になってしまったのだ。チコはその場にいあわせた私立探偵の空根太作に「保護」され、日本に呼び戻されてしまう。日本で待っていたのは、チコの命を執拗に狙う叔母との欺瞞に満ちた生活であった。そんな生活に嫌気がさすチコの心の拠り所となったのが、クラスメイトの小糸春華とチコの世話役のトメであった。
やがて、チコは二十面相の遺産を狙う者たちが引き起こす様々な事件に巻き込まれていく。そして、好奇心旺盛な春華はチコ・春華・トメの3人による少女探偵団の結成を宣言し、3人はチコの憧れの男性である二十面相の行方を追うようになる。そして、二十面相の行方を追うチコは大戦期に二十面相が密かに進めていた研究の秘密を知っていくことになる…。

## キャラクター

### 少女探偵団
美甘千津子（みかも ちづこ） / チコ
声 - 平野綾
本作の主人公。資産家である美甘家の娘。裁縫や料理、勉学に優れた才色兼備な美少女。また負けず嫌いでもあり、相手を挑発することも。父母を亡くし叔父夫婦に育てられるが、美甘家の資産を狙う叔父夫婦に毒を盛られる日々を過ごしていた。ある日、二十面相に誘拐（救出）されて二十面相一味に加わり、催眠術の解き方、格闘術などを学びながら、2年余りをそこで過ごす。二十面相が行方不明になった際に、居合わせた空根探偵によって、自分の命を狙う叔母（失踪中に叔父は死亡）のいる屋敷に戻されることになる。
その後は、普通に友人を作り、穏やかな暮らしを取り戻していった。だが、そんな中起きた1つの事件や二十面相の一味の1人であったケンとの再会で、二十面相を追うある人物がその存在を重要視したため、そして、千津子自身が二十面相を追ったため、再度二十面相と関わっていくこととなる。それによって、ついには友人や屋敷の家政婦なども巻き込んだある悲劇が起きてしまう。
二十面相に対しては恋愛感情のような憧れを抱いており、二十面相が行方不明になった後も、彼のことを探し回った。再び彼や彼の仲間たちと冒険の日々を送ることを夢見ている。また、二十面相への憧れゆえに、言動が二十面相に似てきており、「二十面相の娘」の異名を持つ。二十面相一味にいたときに覚えた体術や軽業を得意とする。
二十面相をめぐる一連の騒動が終わった後、マスコミの攻勢から逃れるため、イギリスに留学する。『少女探偵団』では1年後に日本に帰国するが、アニメ版では日本に帰国せず、そのままイギリスで生活している。
読みきり版では、沼田千津子の名前で登場し、貧しい家庭の子で、父親に売春させられそうになったところを二十面相に助けられるという設定になっている。
小糸春華（こいと しゅんか）
声 - 佐藤利奈
チコの同級生。ドイツ人を祖母に持つ赤毛の美少女。小糸財閥の令嬢。当初はクラスメイトの注目を集めるチコに嫉妬し、意地悪をしていた。しかし、チコが危険な冒険に巻き込まれていることを知って、チコの友達が彼女から距離を置くようになると、逆に接近して、親友となった。既に許婚がおり、16歳で結婚することが決まっている。そのため、それまでは自由に刺激的な日々を過ごしたいと思っている。小説を書く趣味がある。
アニメ版は最終回で春華の結婚が間近いことを示唆して、ストーリーが終了する。漫画版では『少女探偵団』のラストで、結婚し、子供も生まれていることがチコによって語られている。
トメ
声 - 新井里美
チコの世話係。岡山県出身。16歳で故郷を離れて上京し、チコの失踪中にメイドとして美甘家に採用された。チコのことを誰よりも大事に思っている。田宮に操られてチコを毒殺しようとしたとき、淑恵の命令でチコの食事にいれていた薬品が毒物であると知る。そして、催眠がとけると、半ば淑恵を脅迫する形でチコと2人で別邸に住むことを認めさせ、チコの安全を確保した。グラマーな体型で大人びた雰囲気を持つ美少女。そのため、春華からは「少女」としてではなく大人の「女」として見られており、そのことを気にしている。
チコがイギリスに留学するときにトメも付いて行った。アニメ版では、チコと共にイギリスで生活しているが、『少女探偵団』では1年後にチコと共に日本に帰国する。なお、本編では常にメイド服を着用し、アニメ版ではイギリスでもメイド服を着用しているが、『少女探偵団』では「着物を着ていたほうが、外国人に親切にされる」という理由でイギリスで着物を着るようになり、帰国後も和装を通している。

### 二十面相一味
二十面相
声 - 内田夕夜
本当に美しいものを盗む怪盗で、スマートな紳士。しかし、ただ美術品を盗むだけでなく、大戦中の遺物を悪用されないように処分するなどの活動もおこなっている。変装の名人であり、その素顔や名前は誰1人知らない。
大戦中は有能な科学者だったが研究資金集めのために軍の協力を得、水を第4の形態に変化させる実験に成功し、それを実用化する施設を作り上げた。しかし、その際に発生する膨大なエネルギーが悪用されることを恐れ、研究施設に火を放って逃亡した。その後、逃亡を手伝わせた軍曹や逃亡中に知り合ったハンスなどを仲間に加えて盗賊団を結成し、仲間と共に世界中を飛び回っている。ただ、盗みは私利私欲のためにおこなっているのではなく、二十面相の研究成果を公にしたい、彼の恩師・柿島が研究資金欲しさに手を染めようとした美術品強盗の阻止の側面が強い。
チコとは紅玉を盗みに美甘家に執事に変装して潜入したときに知り合った。チコの窮状をみかねてチコを盗み出し、自らの盗賊団に加えた。チコからは恋愛感情に似た好意を寄せられているが、彼自身はチコやケンを未来を担う子どもとして大事に思っており、彼女らに実の父親のように接している。
裏社会では、大戦中に大きな力の源となる何かを入手したと噂され、そのため多くの盗賊から命を狙われている。そのような盗賊の1人である虎の一味に襲撃された際、虎の自爆に巻き込まれ、行方不明となる。また、数多くの美術品を盗んだ二十面相には莫大な「遺産」が残っているとされ、その遺産を狙う者たちは、二十面相の娘の異名を持つチコを付け狙うこととなる。
ケン
声 - 松風雅也 / 田村睦心（子供時代）
二十面相一味の少年。今まで一味で最年少だったが、チコが仲間に加わったことで最年少でなくなり、新しい仲間であるチコに兄貴分的な態度をとった。一方、チコもケンのことを実の兄のように慕うようになり、チコが一味に加わっていたときは、チコを実の妹のようにかわいがった。虎の襲撃後、二十面相が警察官に変装してチコを保護するのを目撃し、二十面相とチコの帰りを生き残った仲間と共に隠れ家で待ち続けた。しかし、二十面相がいつまでたっても仲間の前に現れず、チコも日本に送り返されてしまったことから、二十面相に裏切られたと感じ、恨んでいる。
チコの帰国後は単身密かに日本に潜入し、不良少年を手下にして、陰ながらチコのことを見守った。チコがイギリスに留学した後、ヨーロッパに渡って盗賊となり、ジャガーの名で呼ばれた。チコの再帰国後は、日本に戻っており、陰ながら盗賊をしつつ、チコを見守り、明智から「三代目二十面相」に認定された（ちなみに初代は柿島、二代目が本作で二十面相と呼ばれている人物）。
当初はあどけない少年のような外見であったが、虎の襲撃後は大人びた外見となった。また、虎の襲撃以前に、虎に片目をつぶされている。
原作では、虎の襲撃後も二十面相一味はケン以外にも何人か生き残っているが、アニメでは、二十面相とチコを除けば、ケン以外全員死亡したことになっている。
船長
声 - 中村浩太郎
二十面相一味の重鎮的存在。口は悪いが優しい性格。当初はチコが一味に加わることに反対していたが、チコの悲惨な状況を知ってからは大事に扱うようになった。虎による一味襲撃の際、致命傷を負いながらも虎の仲間2人を道連れにし死亡。
大戦中は軍の下士官（軍曹）だったが、二十面相が研究所から逃亡した際、逃亡を手助けし、そのまま二十面相の仲間となった。
ハンス
声 - 千葉進歩
二十面相一味のドイツ人の青年。自他共に認める優男で、仕事先で現地の女性と浮名を流すこともある。しかし、その武勇伝を仲間に話しているところをチコに目撃されるや狼狽したり、チコをよくデートに連れ出している描写があることから、チコに対して好意を持っていた模様。虎の襲撃の際には、ケンにチコを託して息を引き取った。
日本の敗戦前後、二十面相と船長が訪れたカジノで出会い、2人に売り上げの強奪を持ちかけ、そのまま仲間となった。

### 美甘家
美甘淑恵
声 - 冬馬由美
チコの叔母。正次の妻。チコとは直接の血のつながりはない。チコを亡きものにし、美甘家の財産を独り占めすることを狙っている。そのため、食事に毒物を混入したり、船から突き落とそうとしたり、ことあるごとにチコの命を狙う。一方で、チコが帰還したときは泣きながら喜んでみせるなど、なかなかの役者ぶりを見せる。なお、「淑恵」というのはアニメ版での名前であり、原作では「美甘夫人」などと呼ばれ、本名は不明である。
美甘正次
声 - 小田敏充
チコの父の弟で、チコとは血のつながった叔父。淑恵の夫。妻と共にチコの毒殺を企てた。チコの失踪中に死亡する。原作では死因は書かれていないが、アニメ版では、淑恵に毒殺されたことになっている。なお、「正次」というのはアニメ版での名前であり、原作では「美甘氏」などと呼ばれ、本名は不明である。
黒崎（くろさき）
声 - 川島得愛
美甘家の顧問弁護士。淑恵と組み、チコを亡き者にし、美甘家の財産を乗っ取る陰謀に加担する。漫画版では淑恵との関係は本編終了後も続いているが、アニメ版では黒崎が淑恵に捨てられたと春華が語るシーンがある。

### 探偵
空根太作（あきね だいさく）
声 - 竹田雅則 / 田中晶子（少年時代）
私立探偵。探偵としては無能。その無能ぶりを買われて、淑恵に「チコを探している」というアリバイ作りのために雇われる。チコが発見されないように雇われていたにもかかわらず、偶然、イギリスでチコを発見し、名声を得る。その後も顧問料の名目で美甘家から金をせびり続けた単なる小悪党。田宮の催眠術に操られ、チコを付け狙うが、その際に大戦直後に生き別れになった妹・千絵子の存在を思い出す。それを期に次第に良心を取り戻していく。
本編終了後、小糸財閥系の会社・小糸紡績の警備主任に就任した。アニメ版ではトメが渡英した後、トメと文通していることになっているが、漫画版にはそのような記述はない。
読みきり版では、二十面相一味を追い詰める有能な探偵として登場し、チコも自力で見つけ出して「保護」している。ただし、推理能力はチコ以下。
明智
声 - 浜田賢二
私立探偵。空根とは対照的に探偵としては有能。二十面相を生涯のライバルと考え、世界中をまわって彼の行方を捜し求めた。二十面相の正体や彼の目的についてかなりのところまで突き止めている。

### 二十面相を狙う者たち
虎（とら）
声 - 西凜太朗
盗賊。二十面相が大戦中に手に入れた力を奪うため、たびたび二十面相を襲う。イギリスで二十面相を襲った際、返り討ちにされ、二十面相を巻き添えにして自爆する。
香山望（かやま のぞみ）
声 - 沢城みゆき
清波製薬研究員。同僚の津矢高志を実験台に人間を超人化する実験に従事していたが、社長から研究中止を命じられる。しかし、津矢をもとの体に戻すために実験を継続し、研究資金を得るために犯罪にも手を染めた。二十面相の遺産に問題を解決する鍵があると考え、チコを誘拐しようとするが、春華の介入や社長の裏切りで失敗し、津矢も死亡した。
その後、二十面相の行方を追って、彼の恩師である柿島を内偵した。その時に出会ったケンと意気投合し、行動を共にするようになった。本編終了後もケンと共に行動しており、ケンやサン・ジェルマン伯爵からは「リカ」と呼ばれている。
田宮清次（たみや せいじ）/白髪の魔人（アニメでは白髪鬼）
声 - 田中敦子
映画俳優。人間が持つ心の闇を刺激することによって、他人を操ることを得意とする。正体は大戦中に二十面相と共に研究をおこなった女性科学者。大戦中は自らの身体すらも実験材料にし、研究に没頭した。しかし、生きる人形と化した自分を捨て、二十面相が逃亡したことから、二十面相に愛憎相半ばの複雑な感情を抱くようになる。二十面相をおびき出すべく、白髪の魔人として二十面相にゆかりのある人々を殺害したり、チコの身近な人々を操って、チコを追い詰めたりした。
アニメ版では田宮清次として活躍している部分が捨象され、原作の白髪の魔人の役回りを担った白髪鬼として登場する。
柿島耕平（かきしま こうへい）
声 - 大塚芳忠
元帝大教授。二十面相の恩師。二十面相の発明の原案を考えた。二十面相が発明した力を封印するためと称して、二十面相の行方を追っている。しかし、本当の狙いは、二十面相の発明を横取りし、それを使って東京を破壊することで自らの名を歴史に残すこと。
アニメ版では自身だけでなく他人である児童の人体も改造し、手駒として利用しているという設定が追加され、彼のマッド・サイエンティストとしての側面が強調されている。

### うつしよの夜の登場人物
黒蜥蜴（くろとかげ）
女盗賊。初めは相手が二十面相と知らずに二十面相の隠れ家の家具調度品などを盗もうと画策するも失敗。後に二十面相の宝（水の第4形態）の存在を知り、部下に情報を集めさせるがこれも失敗。江戸川乱歩の小説版と違い、刺青が左胸（小説版では腕）にあり、部下に恵まれない。
天才悪魔
百年以上の昔に忘れ去られた隠し金鉱を見つけ、そこに暮らす村人達をハーピーを使い恐怖で支配していた科学者。しかし、金を独占したいという欲望にかられた村長に毒殺される。死体は車椅子に座らされ、村長の傀儡にされる。以後は村長がマイクロフォンで天才悪魔になりすまし、金を独占していた。
ハーピー
天才悪魔の作った自動人形。普段は盲目の美女の姿で天才悪魔の乗る車椅子を押しているが、天才悪魔の命令で翼を広げたハーピーの形態になって容赦なく人を殺す怪物となる。真実を知った村人達に村長が処刑された後、天才悪魔の死体を抱え遠くへと帰っていった。
女医
大戦中、二十面相と同じ研究施設にいた女性。二十面相に自分の全ての知識を伝え、二十面相を「坊や」と呼ぶ。敗戦後は罪滅ぼしとして貧しい子供たちに教育を施すが、貧しい者からさらに奪う者達から反感を買い、常に狙われている。チコに男では教えられない事を教え、以降チコはハンスのエロ話を軽くあしらえる様になる。
サン・ジェルマン伯爵
サンジェルマン伯爵の末裔を名乗る少年。二十面相の宝のありかを聞き出そうと母と共に策略をめぐらす。『少女探偵団』にも、サン・ジェルマン伯爵の末裔である青年がケンの相棒として登場するが、同一人物かどうかは不明。こちらのサン・ジェルマン伯爵はケンが盗賊業に専念できるよう、チコを排除しようとするが、逆にチコに軽くあしらわれ、まるで幼児のような応酬をチコと繰り広げている。

## 単行本
全てMFコミックス フラッパーシリーズより刊行。全11巻完結。

### 二十面相の娘
- 1巻：2003年9月22日発行（ISBN 4-8401-0901-X）
- 2巻：2004年1月23日発行（ISBN 4-8401-0928-1）
- 3巻：2004年7月23日発行（ISBN 4-8401-0960-5）
- 4巻：2005年1月22日発行（ISBN 4-8401-0994-X）
- 5巻：2005年8月23日発行（ISBN 4-8401-1322-X）
- 6巻：2006年2月23日発行（ISBN 4-8401-1367-X）
- 7巻：2006年8月23日発行（ISBN 4-8401-1614-8）
- 8巻：2007年2月23日発行（ISBN 4-8401-1673-3）

### 二十面相の娘 うつしよの夜
- 1巻：2008年4月30日発行（ISBN 4-8401-2218-0）
- 2巻：2008年9月30日発行（ISBN 4-8401-2262-8）

### 二十面相の娘 少女探偵団
- 単巻：2009年6月30日発行（ISBN 978-4-8401-2577-2）

## テレビアニメ
2008年4月から9月までフジテレビ他で放送された。

### スタッフ
- 監督 - 富沢信雄[1]
- シリーズ構成 - 土屋理敬[1]
- キャラクターデザイン - 堀川耕一[1]
- メカデザイン - 友永和秀[1]
- 総作画監督 - 野口寛明[1]
- 美術監督 - 小倉宏昌[1]
- 色彩設計 - 山本智子
- 撮影監督 - 宮川淳子
- 編集 - 笠原義宏
- 音響監督 - 菊田浩巳[1]
- 音楽 - 三宅一徳
- プロデューサー - 山本幸治、森遊机、岩崎善浩、木村京太郎、米内則智、谷口理
- アニメーション制作 - ボンズ、テレコム・アニメーションフィルム[1]
- 製作 - 「二十面相の娘」製作委員会（フジテレビジョン、ジェネオンエンタテインメント、松竹、読売広告社、ボンズ、テレコム・アニメーションフィルム）

### 主題歌
オープニングテーマ「霞」
作詞 - 369、Ryoji / 作曲 - 369、tasuku / 編曲 - tasuku / 歌 - 369（ミロク）
エンディングテーマ「Unnamed world」
作詞 - 畑亜貴 / 作曲 - 黒須克彦 / 編曲 - nishi-ken、黒須克彦 / 歌 - 平野綾

### 各話リスト
| 話数 | サブタイトル   | 脚本       | 絵コンテ            | 演出                  | 作画監督                                  | 放送日         |
| ---- | -------------- | ---------- | ------------------- | --------------------- | ----------------------------------------- | -------------- |
| 1    | 扉             | 土屋理敬   | 富沢信雄            | 小山田桂子            | 野口寛明 森光恵                           | 2008年 4月12日 |
| 2    | 東方紅夜       | 土屋理敬   | 友永和秀            | 矢野雄一郎 小山田桂子 | 末永宏一 矢野雄一郎                       | 4月19日        |
| 3    | 海底城         | 高橋ナツコ | 青山弘              | 山岡実                | 古俣太一 森光恵                           | 4月26日        |
| 4    | 盗賊志願       | 土屋理敬   | 渡辺了              | 守田芸成              | 浜津武広                                  | 5月3日         |
| 5    | 花形リリィ     | 吉田玲子   | 松園ヒロシ          | 森宮崇佳              | 宮前真一                                  | 5月10日        |
| 6    | 現世の夢       | 吉田玲子   | 友永和秀            | 又野弘道              | 青野厚司 末永宏一                         | 5月17日        |
| 7    | 明智登場       | 高橋ナツコ | 友永和秀            | 小山田桂子            | 相馬満                                    | 5月31日        |
| 8    | 人間タンク     | 高橋ナツコ | 笹木信作            | 池畠博史              | 古俣太一 宍戸久美子                       | 6月7日         |
| 9    | 残されし者たち | 高橋郁子   | 松園ヒロシ          | 元永慶太郎            | 長森佳容                                  | 6月14日        |
| 10   | 白髪島         | 土屋理敬   | 渡辺了              | 又野弘道              | 末永宏一 森光恵                           | 6月21日        |
| 11   | 避暑地にて     | 吉田玲子   | 福富博              | 島美子                | 宮前真一                                  | 6月28日        |
| 12   | 魔人対怪人     | 高橋ナツコ | 又野弘道            | 又野弘道              | 宍戸久美子                                | 7月5日         |
| 13   | 白き炎         | 土屋理敬   | 岡村天斎            | 小山田桂子            | 青野厚司                                  | 7月12日        |
| 14   | 死の飛行船     | 高橋郁子   | 三沢伸              | 三沢伸                | 一川孝久                                  | 7月19日        |
| 15   | 少女探偵団     | 福島直浩   | タムラコータロー    | 池畠博史              | 古俣太一、アベ正己 野口寛明               | 8月2日         |
| 16   | 暗号           | 吉田玲子   | 笹木信作            | 平向智子              | 小美野雅彦                                | 8月9日         |
| 17   | 大暗室         | 福島直浩   | 松園ヒロシ          | 又野弘道              | 青野厚司 宍戸久美子                       | 8月16日        |
| 18   | 恐怖塔         | 高橋郁子   | 渡辺了              | 梅本唯                | 服部聡志                                  | 8月23日        |
| 19   | 地獄風景       | 高橋ナツコ | 三沢伸              | 三沢伸 福井俊介       | 一川孝久                                  | 9月6日         |
| 20   | 怪人二十面相   | 土屋理敬   | 岡村天斎            | 小山田桂子            | 末永宏一 森光恵                           | 9月13日        |
| 21   | 夜明け         | 土屋理敬   | 友永和秀 富沢信雄   | 池畠ヒロシ            | 宍戸久美子 古俣太一                       | 9月20日        |
| 22   | チコ           | 福島直浩   | 矢野雄一郎 田中敦子 | 富沢信雄              | 青野厚司、末永宏一 重松しんいち、都竹隆治 | 9月27日        |

### 放送局
| 放送地域   | 放送局     | 放送期間                 | 放送日時           | 系列           | 備考   |
| ---------- | ---------- | ------------------------ | ------------------ | -------------- | ------ |
| 関東広域圏 | フジテレビ | 2008年4月12日 - 9月27日  | 土曜 26:00 - 26:30 | フジテレビ系列 | 製作局 |
| 近畿広域圏 | 関西テレビ | 2008年4月22日 - 10月7日  | 火曜 26:29 - 26:59 | フジテレビ系列 |        |
| 中京広域圏 | 東海テレビ | 2008年4月25日 - 10月10日 | 金曜 27:35 - 28:05 | フジテレビ系列 |        |
| 日本全域   | BSフジ     | 2008年5月19日 - 10月13日 | 月曜 24:30 - 24:55 | BSデジタル放送 |        |